# بطاقة الهوية الإسبانية
بطاقة الهوية الإسبانية (بالإسبانية: documento nacional de identidad)‏، هي بطاقة الهوية الوطنية الإسبانية. هي عبارة عن بطاقة مغلفة أو بولي كربونات، والتي تحتوي على تفاصيل اسم وألقاب حاملها مع تاريخ الميلاد والعنوان والوالدين والجنس وعنوان السكن والمدينة ومقاطعة الميلاد، وتحتوي على صورة فوتوغرافية (مقاس 32 × 26 مم، بخلفية بيضاء موحدة، مأخوذة من الأمام والرأس مكشوف تمامًا وبدون نظارات داكنة وأي عناصر قد تمنع أو تعيق تحديد هوية الشخص) ورقم تعريف يتكون من 8 أرقام بالإضافة إلى حرف تحكم. يستخدم هذا الرقم أيضاً للأغراض الضريبية، حيث يتم استلام رقم التعريف المالي (بالإسبانية: Número de identificación Financial)‏.
يكفي رقم بطاقة الهوية الإسبانية للزيارة والتسجيل كمقيم في الدول الأعضاء في المنطقة الاقتصادية الأوروبية و‌سويسرا. يمكن استخدامه أيضاً للزيارات قصيرة المدى في بقية أوروبا (باستثناء بيلاروس و‌روسيا و‌أوكرانيا) بالإضافة إلى جورجيا و‌مونتسرات (بحد أقصى 14 يوماً) و‌تركيا والجولات المنظمة إلى تونس.
يتم إصدار بطاقة الهوية في مكاتب الشرطة الوطنية. للتقدم بطلب للحصول على بطاقة الهوية الإسبانية، من الضروري الحصول على الجنسية الإسبانية والحصول على إذن من القنصلية الإسبانية. يتم إصدار رقم تعريف الأجنبي (بالإسبانية: Número de identificación de extranjero)‏ للأجانب المقيمين بشكل قانوني في إسبانيا أو الذين ينوون شراء عقار.

## التاريخ
في عام 1824، أسس فيرناندو السابع ملك إسبانيا أول قوة شرطة في إسبانيا وأعطاها الحق الحصري في إنشاء وصيانة سجلات المدينة التي تحتوي على معلومات عن عمر كل مقيم وجنسه وحالته الاجتماعية ومهنته. كان هذا هو دورها الأول وشيء استمر حتى اليوم.
بدأت فكرة إنشاء بطاقة جديدة بسن قانون في الثاني من مارس عام 1944، بهدف جمع بيانات التعداد. جندت الحكومة الشعب من خلال إجراء مسابقة لإنشاء بطاقة الهوية الإسبانية الجديدة، الذي فاز به أكويلينو ريوسيت بلانشون.
جاءت مبادرة إنشاء بطاقة هوية جديدة من فرانثيسكو فرانكو، الذي حصل على أول رقم بطاقة له في عام 1951. كانت المجموعة الأولى من الأشخاص الذين طُلب منهم الحصول على بطاقة الهوية الإسبانية من السجناء والأشخاص المفرج عنهم بكفالة أو الإقامة الجبرية أو المشروط. كانت المجموعة التالية المطلوبة هي الرجال الذين اضطروا إلى نقل منازلهم بشكل متكرر من أجل وظائفهم، ثم الأشخاص الذين يعيشون في مدن تضم 100000 شخص وأكثر، ثم الأشخاص في المدن التي يتراوح عدد سكانها بين 25000 و 10000، وهكذا حتى يحصل كل فرد من السكان على بطاقة الهوية الإسبانية.
كانت سرقسطة أول عاصمة إقليمية تصدر بطاقة الهوية الإسبانية. بعد التشغيل التجريبي في سرقسطة، تم تمديده إلى بقية بلنسية ثم استمر في الانتشار حتى حصلت إسبانيا بأكملها على بطاقة الهوية.
تضمنت أول بطاقة هوية حديثة أسماء الوالدين وما هي وظائفهم. كانت البطاقة خضراء اللون واستخدمت نسر سان خوان الذي كان علامة نموذجية للنظام الفاشي في إسبانيا في ذلك الوقت، كما تضمنت الحالة الاجتماعية لحاملها. البطاقة الثانية في عام 1962 تضمنت الحالة الاجتماعية وفصيلة الدم. تم تغيير لون بطاقة الهوية إلى اللون الأزرق ليمثل اللون الأزرق للشرطة. هذا الإصدار لم يكن له جنس المستخدم. كانت البطاقة التالية - الصادرة بين عامي 1965 و 1980 - من أكثر البطاقات شهرة. احتفظ بكل شيء على حاله باستثناء توقيع المدير الذي تم فرضه.
حدثت التغييرات الأكثر أهمية بين عامي 1981 حتى 1985. تضمنت الختم الدستوري الجديد وتوقفت عن استخدام العلامات الفاشية السابقة. كما أعاد إدخال جنس المواطن. في النموذج التالي - الذي صدر بين عامي 1985 و 1991 - تمت إزالة المهنة والحالة الاجتماعية وفصيلة الدم، مما تسبب في مشاكل طبية. في التسعينيات، تم تصنيع نماذج جديدة باستخدام أجهزة الكمبيوتر، وتمت إزالة بصمات الأصابع وبدأت "Royal Mint" في إعداد بطاقة الهوية الإسبانية.
في عام 2006، قاموا بتضمين شريحة داخل بطاقة الهوية الإسبانية، مما يجعلها بطاقة هوية إلكترونية. تسمح هذه البطاقة لحاملها باستخدام الإنترنت للتواصل مع الحكومة.
في عام 2015 أطلقوا بطاقة الهوية الإسبانية 3.0 بتقنية اتصال قريب المدى.

## قواعد
بطاقة الهوية الإسبانية هي مستندات شخصية ولا يُسمح بنقلها. تصدر عن وزارة الداخلية التي تنظم حمايتها وقوانينها. يلتزم حامل البطاقة بحمل البطاقة وصيانتها خلال فترة صلاحيتها. يُعتبر أي رقم بطاقة دليلاً كافياً للهوية وجميع المعلومات الشخصية الموجودة فيه، وهو أيضاً دليل على حمل الجنسية الإسبانية يوجد في كل بطاقة هوية رقم يعتبر معرفاً رقمياً شخصياً عاماً.
للحصول على بطاقة الهوية الإسبانية، من الضروري الحصول على الجنسية الإسبانية، ويحق لجميع المواطنين الإسبان الحصول على بطاقة الهوية. يُطلب من المواطنين الإسبان الذين يبلغون من العمر 14 عاماً أو أكثر أن يحملوا بطاقة الهوية إذا كانوا مقيمين في إسبانيا وللأشخاص الذين عادوا إلى إسبانيا لأكثر من ستة أشهر. يمكن تغريم الأشخاص لعدم حيازتهم بطاقة الهوية ويتطلب ذلك الحصول على واحدة.
يلتزم كل شخص مطلوب أن يكون لديه بطاقة الهوية الإسبانية بإظهار البطاقة إلى السلطات إذا طُلب منه ذلك. في حين أن الأشخاص غير مطالبين بالحصول على رقم بطاقة الهوية في متناول اليد في جميع الأوقات، إلا أنهم مطالبون بتعريف أنفسهم وتقديم بطاقة الهوية إلى ضابط الشرطة إذا كانت بحوزتهم على أنفسهم. إذا كان بطاقة الهوية مطلوبة ولكن لا يمكن تقديمها، فيمكن تقديم مستند آخر بدلاً من المستند، حتى لو لم يكن هذا المستند وسيلة رسمية لتعريف أنفسهم. على سبيل المثال، بموجب القانون الإسباني، لا تعتبر رخصة القيادة وثيقة لتحديد هوية الشخص، ولكن يمكن للسلطة أن تختار الاعتراف بها.
إذا لم يكن من الممكن التعرف على شخص ما لأنه ليس لديه بطاقة الهوية الخاصة به في الوقت الحالي، فمن المحتمل أن يطلب منه مرافقة ضابط شرطة إلى أقرب مكان للتعرف على الشخص. إذا لم يقدم شخص ما رقم بطاقة الهوية الخاصة به عندما يستطيع أو لا يوافق على مركز الشرطة، فيمكن اعتبار ذلك عصياناً مدنياً - مما يؤدي إلى غرامة - يعتبر جناية بموجب القسم 634 من قانون العقوبات.

### صلاحية
بطاقة الهوية الإسبانية لها فترة صلاحية لمدة عامين للقصر الذين تقل أعمارهم عن 5 سنوات، و 5 سنوات للأشخاص الذين تقل أعمارهم عن 30 عاماً، و 10 سنوات للأشخاص الذين تقل أعمارهم عن 70 عاماً ولا تنتهي صلاحيتها للأشخاص الذين تزيد أعمارهم عن 70 عاماً.